# なごや七福神
なごや七福神（なごやしちふくじん）とは名古屋市にある7か所の寺院を七福神の札所として定めた霊場会。いずれも真言宗に属する寺院で、名古屋市内に位置する。開創は1987年（昭和62年）4月。毎年一月に名古屋市中区の百貨店にて7か寺が一斉に集う「出開帳」が行われていたが、平成24年以降はこの百貨店では行われてはいない。
なお、明治時代に作られ、戦後廃れた七福神札所『名古屋七福神』とは全く異なる札所であり、重複する札所は一つもない。

## 札所一覧
| 寺社   | 通称（堂名） | 尊名     | 宗派         | 所在地         |
| ------ | ------------ | -------- | ------------ | -------------- |
| 笠覆寺 | 笠寺観音     | 恵比須   | 真言宗智山派 | 名古屋市南区   |
| 宝珠院 |              | 大黒天   | 真言宗智山派 | 名古屋市中川区 |
| 福生院 |              | 毘沙門天 | 真言宗智山派 | 名古屋市中区   |
| 辯天寺 |              | 辯才天   | 真言宗智山派 | 名古屋市港区   |
| 興正寺 | 八事観音     | 寿老人   | 高野山真言宗 | 名古屋市昭和区 |
| 萬福院 |              | 福禄寿   | 真言宗智山派 | 名古屋市中区   |
| 宝生院 | 大須観音     | 布袋尊   | 真言宗智山派 | 名古屋市中区   |

## 朱印、参拝受付時間等
デジメ等では参拝受付時間等は9時 - 16時であるが一部の寺院では遅くまで可能であり、参拝に関しては関係する寺院に直接問い合わせる事を勧める。
朱印に関しては印刷したものと手書きのものでは記帳料金が異なる。

## 交通手段について
弁財天の寺院以外は名古屋市営地下鉄での利用が可能であり、市バスと抱き合わせると便利である。